# 外山麻貴
外山 麻貴（とやま まき、1971年〈昭和46年〉6月26日 - ）は日本の政治家。つばさの党の代表代行。埼玉県朝霞市議会議員（2期）。

## 来歴
1990年大阪府立泉陽高等学校を卒業後、埼玉大学を中退。2006年から2009年までふじみ野市学童保育指導員、2009から2016年まで富士見市社会福祉協議会の学童保育指導員。2015年の安保法制反対、2016年4月の衆院補選での選挙運動の電話戦術を担う電話勝手連の活動や、住民投票に関する政治運動を経て、2019年朝霞市議会議員に当選。2023年に入り2期目に向けて「やる気、元気、外山まき！」をスローガンに政治活動を展開した。政治活動歴としては、10代の頃から共産主義者同盟戦旗派に関わっていた。「過激派にいた」と演説したこともある。同派代表の荒岱介氏の死去や、内紛に明け暮れる左派に失望し、立花孝志や黒川敦彦らの「既得権益をぶっこわす」ことを公約に掲げた諸派党構想の運動に共鳴し、「つばさの党」に加わったとし、同じく黒川の主張に共感し「つばさの党」に参加した杉田勇人と3人で「つばさの党」を中心として運営してきた。
同党においては広報部に籍を置き、党の広報活動を担当していたが、2024年に同党代表の黒川が逮捕されていた期間は代表代行を務めていた。黒川とは内縁の妻である（2024年5月現在）。
2019年12月の朝霞市議会議員選挙にオリーブの木公認で立候補し、16位で当選。2023年12月の朝霞市議会議員選挙につばさの党公認で立候補し、3位で当選。2024年6月10日、前年の朝霞市議選の運動のあり方や東京15区補選での運動に問題があったとして、朝霞市議会本会議において「外山麻貴議員に対する問責決議」が議長・除斥となる外山本人を除く賛成21、反対1で可決。その前段に可決された市議会のルール変更の議案での討論で、議案とは無関係に団体・政党・労働組合を誹謗中傷する発言があったとして、2024年6月14日「外山麻貴議員に対する懲罰動議」が発議され、懲罰委員会での審査が開始された。特定の宗教団体が意図的に猫の生首を置いたなど、懲罰動議の9点の指摘事項に対して外山は、指摘された点に発言取り消し、お詫びを行った。しかし、直後の支持者向けの集会が自らの支持者によって動画公開され、そこではお詫びの内容とは真逆の発言をしたことが露呈、お詫びの真意を確認するために懲罰審査が長期化している。

## 議員として
直接民主制（ダイレクトデモクラシー）に興味があるとしている。予算の1%を住民投票で決められたら、街の風景、未来の設計図が変わるとしている。
1期目の当選後、朝霞市議会の会派「輝政会」に参加。富岡勝則朝霞市長の与党会派議員として活動し、富岡市政を支える。その後、輝政会の分裂により「あさか未来」に参加。2期目当選後の2023年12月から「あさか未来」から離脱、無会派。
市長の提出した議案には、ほぼ全ての議案に賛成している。新型コロナウイルスの感染拡大に対して、一般質問ではワクチンやマスク着用に強く反対する質問を続けてきたが、2021年3月定例市議会に提出された新型コロナウイルスのワクチン接種の費用が大半の補正予算には賛成している。2024年3月定例会では、朝霞市職員の給与の値上げ改定の議案に反対したが、一方で市長、副市長、教育長の報酬の値上げ改定に賛成している。
市議会では民生常任委員会副委員長を経験。また市議の当て職として、朝霞市情報公開・個人情報保護審議会委員、朝霞市環境審議会委員、公益財団法人朝霞市文化・スポーツ振興公社評議員などを委嘱されてきた。

## 東京都第15区衆議院補欠選挙運動
本人が語るところによれば選挙期間中「撮影部隊として1日だけ行ったんです」として街宣活動にはほとんど関わっていないとのことである。しかし、日本保守党の飯山陽候補者に対して激しい言葉を浴びせかけたり、選挙運動用自動車の進路妨害をしている映像などが残されている。「黒川と同居しているので家宅捜索と逮捕されるときに同席していた」という理由から自身も逮捕される可能性はあると覚悟はしているとしている。
黒川ら最高幹部の逮捕後は党のスポークスマンとしてマスコミへの対応を担っている。
2024年5月19日つばさの党最高幹部の逮捕後、テレビ朝日の取材を受け、逮捕については「本当にあってはならない弾圧が行われてしまいました。本当に不当逮捕だと私は訴えたい」と述べ逮捕自体の不当性を訴えた。その一方「本当にうちの黒川、根本、○○はちょっとお行儀が悪かったかもしれない」とし運動の方法については適切でなかった面があったことは認めている。
外山は記者取材に対し、黒川は2019年参院選落選後もチラシ配りなど地道な活動を続けていたが、NHK党の党首である立花孝志からユーチューブを使った炎上商法を学んだと語り、このことが黒川らの活動の転機となったことを示している。外山自身は、黒川らの選挙妨害については揚げ足をとられるし弾圧に利用されるとして批判的で息の長い運動をすべきだとしている。

## 著作
- 「見ているだけの選挙から「参加する選挙」へ でんわ勝手連 外山麻貴さんに聞く 「でんわかけ」で未来をつかみにいこう!」『週刊金曜日』24(25):25ff. 2016-7-1
- 「インタビュー 外山まき つばさの党とはなにか 元ブント系運動家 外山まき代表代理に訊く」『情況』2024-8-28

## 人物
趣味は俳句で、俳句の会「やよい会」に参加している。